# 周国平 (1945年)
周国平（1945年7月25日—），中国学者、作家，现为中国社会科学院哲学研究所研究员，是中国改革开放后较早研究尼采的学者。他的著作《尼采：在世纪的转折点上》和译作《悲剧的诞生》曾风靡一时。此后他又因为他的散文而获得更高知名度。他的随感《人与永恒》已成为一个经典的随感作品，他的《妞妞：一个父亲的札记》是中国著名的畅销书。现在，他的散文作品因为集哲理与优美的文笔于一体而被大量选入中国、香港以及新加坡的教材。他的作品也在日本、韩国、香港及台湾等国家和地区出版。

## 生平
- 1945年7月25日生于上海
- 1950年  上海市紫金小学
- 1956年  上海市成都中学读初中
- 1959年  上海市上海中学读高中
- 1962年  北京大学哲学系学习
- 1967年  毕业于北京大学哲学系（页面存档备份，存于）
- 1968年  到湖南农场劳动一年半，然后分配到广西资源县工作
- 1978年  中国社会科学院研究生院哲学系，先后获哲学硕士、博士学位
- 1981年  毕业于中国社会科学院研究生院哲学系，进中国社会科学院哲学研究院工作至2005年退休
- 2009年  受聘为西南政法大学教授
- 2007年  受聘为中国国家图书馆顾问
- 2013年  受聘为中国湖北省图书馆名誉馆长

## 主要著作

### 学术著作
- 《尼采：在世纪的转折点上》
- 《尼采与形而上学》
- 《西方美学史》（第三卷）合著

### 散文集
- 《守望的距离》
- 《各自的朝圣路》
- 《安静》
- 《善良·丰富·高贵》
- 《周国平人文讲演录》
- 《把心安顿好》
- 《觉醒的力量》
- 《我喜欢生命本来的样子》

### 随感集
- 《人与永恒》
- 《风中的纸屑》
- 《碎句与短章》后更名为《内在的从容》
- 《人生哲思录》
- 《人生不较劲》
- 《每个人都是一个宇宙》

### 诗集
- 《忧伤的情欲》

### 纪实作品
- 《妞妞：一个父亲的札记》
- 《南极无新闻：乔治王岛手记》
- 《自由风格》（与崔健合著）
- 《岁月与性情：我的心灵自传》
- 《偶尔远行》
- 《宝贝，宝贝》

### 译著
- 《论辩证法的叙述方法》（合译）
- 《偶像的黄昏》
- 《悲剧的诞生——尼采美学文选》
- 《尼采诗集》
- 《谢林传》（合译）
- 《希腊悲剧时代的哲学》
- 《作为教育家的叔本华》
- 《论我们教育机构的未来》
- 《尼采读本》

### 编著
- 《诗人哲学家》（主编、合著）
- 《人生圆桌》

## 相关争议
2015年1月12日，周国平在其新浪微博账户发表了两条文摘，第一条引自他二十几年前的一篇文章，写道 “女人比男人更接近自然之道，这正是女人的可贵之处。男人有一千个野心，自以为负有高于自然的许多复杂使命。女人只有一个野心，骨子里总是把爱和生儿育女视为人生最重大的事情。一个女人，只要她遵循自己的天性，那么，不论她在痴情地恋爱，在愉快地操持家务，在全神贯注地哺育婴儿，都无往而不美。”微博发表后短时间内遭到了大批网友的攻击和声讨。周国平发了另一条微博试图澄清：“我的意思不是要女人回到家庭里。妇女解放，男女平权，我都赞成。女子才华出众，成就非凡，我更欣赏。但是，一个女人才华再高，成就再大，倘若她不肯或不会做一个温柔的情人，体贴的妻子，慈爱的母亲，她给我的美感就要大打折扣。”以上言论中的性别区分论引来批判。周国平很快删除了涉及此事的微博，并指责网友回应中充满着“污言秽语”，并称“当然我不认为这些人是今天的新女性”。此后有新闻网站刊发四位女权主义者对其微博言论的批判态度，也引起了许多争议。1月19日，周国平在博客刊发长文《你们找错了靶子》，回应网友和女权主义者对他的批评，包括邓正来回忆文章中的言论、引起争论的微博言论、自己对于“直男癌”这一批评的看法。同年5月，周国平在北京大学举办的新书宣讲会上再次表达了自己尊重女性的态度，认为自己绝对没有不尊重女性，不赞成女性分为工作和家庭两种类型，认为女人是多面的，也是伟大的。